# توم كوان (مخرج)
توم كوان (بالإنجليزية: Tom Cowan)‏ هو مخرج أسترالي، ولد في 31 أكتوبر 1942 في فيكتوريا في أستراليا.

## وصلات خارجية
- توم كوان على موقع IMDb (الإنجليزية)
- توم كوان على موقع ألو سيني (الفرنسية)
- توم كوان على موقع أول موفي (الإنجليزية)
- توم كوان على موقع قاعدة بيانات الأفلام السويدية (السويدية)
- توم كوان على موقع قاعدة بيانات الفيلم (الإنجليزية)
- توم كوان على موقع كينوبويسك (الروسية)